# 皮韦尔 (奥德省)
皮韦尔（法語：Puivert，法語發音：[pɥivɛʁ] ⓘ）是法国奥德省的一个市镇，位于该省南部偏西，属于利穆区。

## 地理
皮韦尔（42°55'14"N, 2°2'49"E）面积41.29 平方千米，位于法国奧克西塔尼大區奥德省，该省份为法国南部沿海省份，北起塔恩省，西北接上加龙省，西接阿列日省，南至东比利牛斯省，东临地中海，东北与埃罗省接壤。
与皮韦尔接壤的市镇（或旧市镇、城区）包括：贝尔维斯、埃斯珀泽勒、费斯特和圣安德烈、内比亚斯、里韦勒、圣让德帕拉科勒、维勒福尔、瓦勒迪法比、罗克弗伊、基扬。

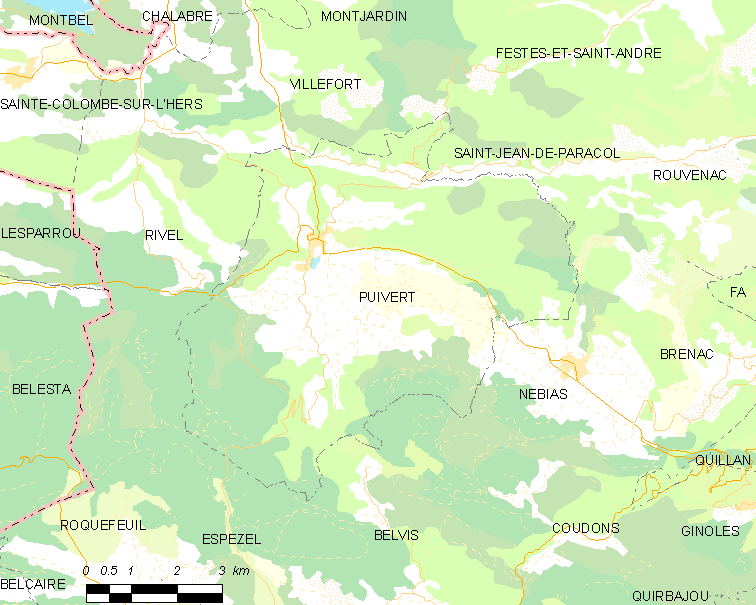
的OSM定位图

皮韦尔的时区为UTC+01:00、UTC+02:00（夏令时）。

## 行政
皮韦尔的邮政编码为11230，INSEE市镇编码为11303。

## 政治
皮韦尔所属的省级选区为上奥德河谷县。

## 人口

1962-2008年间人口变化图示

皮韦尔于2022年1月1日时的人口数量为461人。